# Georg Swederus (präst)
Georg Swederus , född 29 januari 1665 i Svedvi församling, Västmanlands län, död 13 januari 1737 i Barkarö församling, Västmanlands län, var en svensk präst.

## Biografi
Georg Swederus föddes 1665 i Svedvi församling. Han var son till Jan Mattsson och Kerstin Andersdotter. Swederus blev 1690 student vid Uppsala universitet och prästvigdes 7 maj 1695. Han blev vice pastor i Dingtuna församling och 1701 komminister i Lundby församling. År 1717 blev han kyrkoherde i Barkarö församling, tillträde 1718 och höll en marknadspredikan vid prästmötet 1728. Swedreus avled 1737 i Barkarö församling.

## Familj
Swederus gifte sig första gången 1701 med Brita Montin (död 1709). Hon var dotter till häradshövdingen Magnus Pehrsson. De fick tillsammans barnen kyrkoherden Johan Swederus i Barkarö församling, kyrkoherden Magnus Swedreus i Skultuna församling och Maria Swederus som var gift med kommissarien Eric Billberg. Swederus gifte sig andra gången 1711 med Anna Dorothea Munktell. Hon var dotter till kyrkoherden Martinus Olai Muncthelius och Anna Barchius i Säters stadsförsamling. De fick tillsammans barnen salpetersjuderiinspektorn Georg Swederus, Anna Christina Swederus som var gift med handlanden D. Zelling i Stockholm, Catharina Swederus och Elisabet Swederus.